# El Refugio
El Refugio és una concentració de població designada pel cens dels Estats Units a l'estat de Texas. Segons el cens del 2000 tenia 221 habitants.

## Demografia
Segons el cens del 2000, El Refugio tenia 221 habitants, 56 habitatges, i 50 famílies. La densitat de població era de 167,3 habitants per km².
Dels 56 habitatges en un 50% hi vivien nens de menys de 18 anys, en un 71,4% hi vivien parelles casades, en un 17,9% dones solteres, i en un 10,7% no eren unitats familiars. En el 10,7% dels habitatges hi vivien persones soles el 7,1% de les quals corresponia a persones de 65 anys o més que vivien soles. El nombre mitjà de persones vivint en cada habitatge era de 3,95 i el nombre mitjà de persones que vivien en cada família era de 4,3.
Per edats la població es repartia de la següent manera: un 30,8% tenia menys de 18 anys, un 18,1% entre 18 i 24, un 27,1% entre 25 i 44, un 15,4% de 45 a 60 i un 8,6% 65 anys o més.
L'edat mediana era de 26 anys. Per cada 100 dones de 18 o més anys hi havia 104 homes.
La renda mediana per habitatge era de 12.750 $ i la renda mediana per família de 12.176 $. Els homes tenien una renda mediana de 31.528 $ mentre que les dones 30.625 $. La renda per capita de la població era de 6.344 $. Aproximadament el 40% de les famílies i el 51,2% de la població estaven per davall del llindar de pobresa.

## Poblacions més properes
El següent diagrama mostra les poblacions més properes.